# Мальтаза
Мальтаза, или кислая α-глюкозидаза, (КФ 3.2.1.20) — гидролитический фермент из семейства гликозил-гидролаз, катализирует процесс расщепления молекулы мальтозы, посредством гидролиза, происходящего по следующей реакции:
{\displaystyle {\mathsf {C_{12}H_{22}O_{11}+H_{2}O\rightarrow 2C_{6}H_{12}O_{6}}}},
субстратами являются мальтоза и молекула воды, а продуктами реакции соответственно — две молекулы α-глюкозы. У человека мальтаза входит в состав слюны, кишечного сока, присутствует в крови и печени. Очень богаты мальтазой дрожжи.
На основании своего строения каталитические домены всех α-глюкозидаз классифицируют на пять семейств: GH4, GH13, GH31, GH63 и GH97.